# Ercole e l'idra
Ercole e l'idra è un piccolo dipinto a tempera grassa su tavola (17x12 cm) di Antonio del Pollaiolo, databile al 1475 circa e conservato nella Galleria degli Uffizi a Firenze.

## Storia
L'opera, che riprende il tema classico delle fatiche di Ercole, è accoppiata all'analogo Ercole e Anteo, sempre agli Uffizi. Molto controverso è il tema della datazione dell'opera. Si possiede infatti la documentazione di tre tele quadrate sul tema delle "fatiche" di Antonio e Piero del Pollaiolo, commissionate da Piero de' Medici, ricordate in una lettera di Antonio a Gentil Virginio Orsini del 13 luglio 1494 come opere di trent'anni prima e citate nell'inventario di Palazzo Medici dopo la morte di Lorenzo il Magnifico, ma dopo un'ultima menzione da parte di Raffaello Borghini nel Riposo (1584) risultano perdute.
Le due tavolette degli Uffizi potrebbero essere state due bozzetti o copie delle tele (Ettlinger) o opere a sé stanti, eseguite magari per i Medici, da mettere in relazione con il bronzetto di analogo soggetto al Bargello commissionato da Lorenzo verso il 1475.
In quest'opera si leggono influssi dell'Accademia neoplatonica legati alla rilettura dei miti classici in chiave filosofica cristiana e al mito della rievocazione dell'antico come testimonianza di un'armonia estetica perduta.
Le due tavolette sono ricordate per la prima volta nel 1609 in un inventario di casa Gondi a Firenze, unite come in un dittico a libro. Non è detto che questa sistemazione fosse originaria, anche per la diversa linea d'orizzonte delle due scene, ma sicuramente le opere erano destinate a una visione ravvicinata, per le piccole dimensioni e la ricchezza di dettagli minuti. Forse fecero parte della decorazione di uno studiolo privato.
Trafugate entrambe durante la seconda guerra mondiale, vennero recuperate da Rodolfo Siviero a Los Angeles nel 1963. Nel 1991 vennero restaurate.

## Descrizione e stile
Secondo la mitologia greca, la seconda delle dodici fatiche di Ercole fu l'uccisione dell'idra di Lerna, mostro con nove teste di serpente. L'impresa dell'eroe era letta dai neoplatonici come simbolo della lotta tra un principio superiore ed uno inferiore, secondo l'idea di una continua tensione dell'animo umano, sospeso tra virtù e vizi; l'uomo in pratica era tendenzialmente rivolto verso il bene, ma incapace di conseguire la perfezione e spesso insediato dal pericolo di ricadere verso l'irrazionalità dettata dall'istinto; da questa consapevolezza dei propri limiti deriva perciò il dramma esistenziale dell'uomo neoplatonico, consapevole di dover rincorrere per tutta la vita una condizione apparentemente irraggiungibile.
Pollaiolo, che di teste dell'Idra ne raffigurò solo due, mentre una già mozzata si vede a terra, dipinse l'eroe campeggiante su un paesaggio che si perde in lontananza, ritratto a volo d'uccello, secondo l'uso fiammingo, in modo da far giganteggiare le figure in primo piano, assolute protagoniste della scena.
Ercole è inarcato con forza verso il mostro, del quale tiene saldamente una delle teste con la mano mentre con l'altra solleva la clava per colpirla. La leonté del leone Nemeo, che copre la testa a cappuccio e sta legata in vita, si gonfia col vento creando un semicerchio in cui la figura tesa di Ercole è esaltata. La tensione muscolare, celebre caratteristica delle migliori opere del Pollaiolo, ha il suo culmine nella marcata linea di contorno, tesa ed elastica, in cui sembra di cogliere tutto lo sforzo prorompente dello slancio. La resa anatomica è straordinaria, curatissima nella rappresentazione dei dettagli come i muscoli e i tendini. I giochi lineari si percepiscono anche nelle spire del mostro, che avvolgono la caviglia sinistra di Ercole.